# Helga Müller (Politikerin)
Helga Müller (* 18. November 1931 in Berlin; † 7. Februar 2020), geborene Zech, war eine deutsche Politikerin (SPD).
Helga Müller machte 1952 eine Ausbildung in der Finanzverwaltung. Von 1968 bis 1979 war sie Steueramtmann im Finanzamt Neukölln-Nord.
Von 1975 bis 1979 war Müller Bürgerdeputierte in der Bezirksverordnetenversammlung Neukölln, Arbeitsgruppe Hermannstraße. Bei der Berliner Wahl 1979 wurde sie erstmals in das Abgeordnetenhaus gewählt, bis 1990 war sie dort Mitglied.